# Verordnung über Gegenstände für den Humankontakt
Die Verordnung des EDI über Gegenstände für den Schleimhaut-, Haut- und Haarkontakt sowie über Kerzen, Streichhölzer, Feuerzeuge und Scherzartikel (kurz: Verordnung über Gegenstände für den Humankontakt) vom 23. November 2005 des Eidgenössischen Departements des Innern ist eine Rechtsverordnung in der Schweiz.
Sie legt Anforderungen für bestimmte Gebrauchsgegenstände fest, bei deren Anwendung Schleimhaut-, Haut- und Haarkontakt besteht, darunter Tätowierwerkzeuge und Tätowierfarben, Kontaktlinsen, Gebrauchsgegenstände für Säuglinge und Kleinkinder, textile Materialien und Ledererzeugnisse, sowie für Kerzen, Streichhölzer, Feuerzeuge und Scherzartikel.